# 大久保 (つくば市)
大久保（おおくぼ）は茨城県つくば市にある地名。郵便番号は300-2611。

## 地理
つくば市北部に位置し、筑波研究学園都市周辺開発地区に位置する。
全域が、開発総面積41,400m2のつくばテクノパーク大穂である。日清製粉など、医薬品原料、製剤、小麦粉、建設機械、インキ、農薬等の研究施設、製造工場がある。
東は北原・長高野（おさごうや）、西・南は大砂、北は作谷と接している。

## 歴史
1981年（昭和56年）から1986年（昭和61年）にかけて、つくばテクノパーク大穂として開発された。凸版印刷筑波研究所やノバルティスファーマ筑波研究所がかつて存在していたが、撤退している。

### 地名の由来
つくば市大砂にあった小字の「大久保」に由来する。

## 小・中学校の学区
市立小・中学校に通う場合、大久保全域が吉沼小学校、大穂中学校となる。

## 交通
路線バス
テクノパーク大穂バス停
- ■ 関東鉄道バス C8系統 つくばセンター
- ■ 関東鉄道バス C8・C8A・18系統 テクノパーク大穂
- ■ 関東鉄道バス 18系統 土浦駅東口
- ■ つくバス作岡シャトル SA系統 研究学園駅
- ■ つくバス作岡シャトル SB系統 寺具
- ■ つくタク

道路
- 茨城県道・栃木県道45号つくば真岡線 - 東端を通る主要地方道。

## 施設
- 日清製粉研究・開発本部つくば研究所
- 大鵬薬品工業創薬センターつくば研究所
- 荒川化学工業筑波研究所
- 大陽日酸つくば研究所
- 東亞合成先端科学研究所
- 日本水産つくば工場
- ヤンマーつくば研修所